# Mathmos
Mathmos — британская компания, занимающаяся торговлей осветительными приборами, самым известным из которых является лавовая лампа, изобретенная Эдвардом Крэйвеном Уолкером. Её головной офис расположен на фабрике в Пуле, графство Дорсет.

## История компании
Лампа «Astro», или лавовая лампа, была изобретена Эдвардом Крэйвеном Уолкером в 1963 году. В её основе лежит принцип дизайна таймера для варки яиц, увиденного Крэйвеном в пабе в английском графстве Дорсет. Эдвард и Кристин Крэйвен Уолкер получили лицензию на продажу продукции на нескольких зарубежных рынках, продолжая производство светильников для европейского рынка, используя первоначальное название компании, Crestworth. В 1966 г. права на производство и продажу ламп на американском рынке до окончания срока действия патента были проданы компании Lava Simplex International. На сегодняшний день фабрика в Америке закрыта, а лавовые лампы изготовляются в Китае.

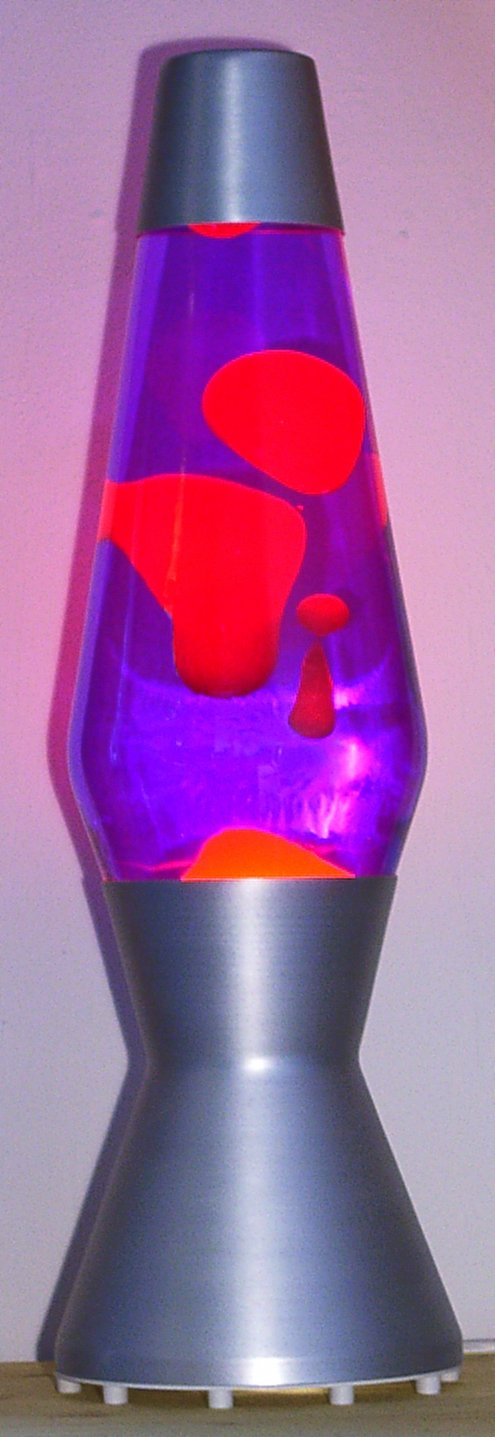
Лавовая лампа Astro

В Европе лавовые лампы традиционного дизайна Крэйвена Уолкера производятся с начала 1960-х годов, а в настоящее время до сих пор изготовляются в Пуле, в английском графстве Дорсет. Формула лавовой лампы Mathmos была разработана Крэйвеном Уолкером в 1960-х годах, а затем он помог её усовершенствовать в 1990-х годах.
Объём продаж лавовых ламп Mathmos постоянно то возрастал, то падал. В 1960-х и 1970-х годах компания продала по всему миру нескольких миллионов светильников, но очередной подъём пришёлся только на 1990-е годы. В 1989 году Крессида Грэйнджер и Дэвид Мюллей переняли управление компанией Уолкера, Crestworth, расположенной в Пуле, в английском графстве Дорсет, и в 1992 году переименовали её в Mathmos. Теперь она продает лавовые лампы и другие осветительные приборы, создающие приятную атмосферу.
Название компании взято из кинофильма «Барбарелла», вышедшего в 1968 году. В нём Матмос ‒ бурлящее лавовое озеро под городом Сого.
Повторный выпуск оригинальных лавовых ламп в 1990-х годах снова сильно поднял продажи Mathmos: от 10 000 светильников за 1989 год до 800 000 за 1999 год. Mathmos получил две Королевские награды за достижения в области экспорта, а также ряд других бизнес-наград. Эдвард Крэйвен Уолкер остался работать консультантом и директором компании Mathmos до самой смерти в 2000 году.

## Современная компания Mathmos
С 1999 года под единоличным руководством Крессиды Грэйнджер Mathmos расширяет свой товарный ассортимент, взяв за основу ассортимент классических лавовых ламп Mathmos, производство которых продолжается до сих пор. Mathmos разрабатывает новые продукты как внутри компании совместно с Mathmos Design Studio, так и с дизайнерами за её пределами, такими как Росс Лавгроув и Эль Ултимо Грито.
Новые коллекции включают в себя ассортимент светодиодных светильников и работающих от перезаряжающихся батарей ламп с меняющейся подсветкой, некоторые из которых получили награды за дизайн. Mathmos также разрабатывает новые технологии освещения, например, «Airswitch», с помощью которой пользователь может включать и выключать свет, а также делать его ярче или приглушеннее, проводя рукой над светильником.
В ассортимент лавовых ламп Mathmos также входят инновационные продукты: в 2009 году компания выпустила «Fireflow», первую лавовую лампу, работающую от энергии чайных свеч. В 2011 году Mathmos запустил в продажу «Smart Astro», первую в своем роде запрограммированную лавовую лампу с меняющейся подсветкой. В 2013 году Mathmos отмечает свой 50-летний юбилей.

## Бизнес-награды и награды в области маркетинга
- 2000 и 1997 — Королевские награды за достижения в области экспорта
- 1999 — Список самых быстрорастущих предприятий Fast Track 100 (3-е место)
- 1997 — Награда Yell за лучший коммерческий сайт
- 1998 — Неделя дизайна, Лучший сайт для потребителей

## Награды за дизайн продукции
- 2006 — Абажур «Grito»: Награда Red Dot
- 2005 — Светильник «Airswitch tc»: награда Gift Magazine за лучший дизайн товаров для дома
- 2003 — «Aduki»: положительные отзывы во время Недели дизайна

Светильник «Tumbler»: награда Form 2001, награда Red Dot 2002, положительные отзывы во время Недели дизайна 2002.
«Fluidium»: финалист в категории «Самый лучший продукт для потребителей» во время Недели дизайна 2001, финалист FX Magazine в категории «Самый лучший осветительный прибор» 2000.
Светильник «Bubble»: награда за лучший дизайн в отрасли 2001, положительные отзывы D&AD 2001, награда Red Dot 2001, награда Light Magazine за лучший декоративный осветительный прибор 2001.

## Выставки и ежегодные альманахи дизайна
- Выставка винтажных лавовых ламп Mathmos 2009 на Фестивале дизайна в Лондоне
- «Astro»: выставка «Иконы дизайна» в Harrods и Музее дизайна 2008
- «Telstar»: «Космическая эра», Музей детства 2007
- «Bubble», «Airswitch tc», «Aduki ni», «Grito» с 2006 года входят в постоянную коллекцию V&A
- «Airswitch tc»: весенняя выставка «Прикоснись во мне» 2005, V&A
- «Fluidium», «Blobjects and Beyond»: Музей искусства Сан-Хосе 2005
- «Bubble»: выставка «Большие надежды», Дизайнерский совет 2003
- Светильник «Aduki»: Международный альманах дизайна 2003
- «Tumbler»: Международный альманах дизайна 2002
- «Bubble», «Skin»: выставка в Музее Купер-Хьюитт в Нью-Йорке 2001
- «Bubble»: выставка Дизайнерского совета в Нью-Йорке 2002, Международный альманах дизайна 2001